# Miączyn (gemeente)
De gemeente Miączyn is een landgemeente in het Poolse woiwodschap Lublin, in powiat Zamojski.
De zetel van de gemeente is in Miączyn.
Op 30 juni 2004 telde de gemeente 6308 inwoners.

## Oppervlakte gegevens
In 2002 bedroeg de totale oppervlakte van gemeente Miączyn 155,91 km², waarvan:
- agrarisch gebied: 83%
- bossen: 10%

De gemeente beslaat 8,33% van de totale oppervlakte van de powiat.

## Demografie
Stand op 30 juni 2004:
| Omschrijving                   | Totaal | Totaal | Vrouwen | Vrouwen | Mannen | Mannen |
| ------------------------------ | ------ | ------ | ------- | ------- | ------ | ------ |
| eenheid                        | aantal | %      | aantal  | %       | aantal | %      |
| inwoners                       | 6308   | 100    | 3236    | 51,3    | 3072   | 48,7   |
| bevolkingsdichtheid (inw./km²) | 40,5   | 40,5   | 20,8    | 20,8    | 19,7   | 19,7   |

In 2002 bedroeg het gemiddelde inkomen per inwoner 1235,04 zł.

## Administratieve plaatsen (sołectwo)
Czartoria, Frankamionka, Gdeszyn, Gdeszyn-Kolonia, Horyszów, Horyszów-Kolonia, Koniuchy, Koniuchy-Kolonia, Kotlice, Kotlice-Kolonia, Miączyn, Miączyn-Kolonia, Miączyn-Stacja, Ministrówka, Niewirków, Niewirków-Kolonia, Poddąbrowa, Świdniki, Zawalów, Zawalów-Kolonia, Żuków.

## Aangrenzende gemeenten
Grabowiec, Komarów-Osada, Sitno, Trzeszczany, Tyszowce, Werbkowice